# Малиа, Мартин
Ма́ртин Ма́лиа (англ. Martin Edward Malia; 14 марта 1924, Спрингфилд (Массачусетс) — 19 ноября 2004, Окленд (Калифорния)) — американский историк, специализировавшийся на истории России и Советского Союза.

## Биография
Изучал французский язык в Йельском университете (бакалавр, 1944).
Продолжил образование в Гарвардском университете, где в 1947 году получил магистерскую степень по истории. Его главным учителем в Гарварде был М. М. Карпович. Также на него важное влияние оказали Крейн Бринтон и Исайя Берлин.
Два года Малиа провёл в элитарной Высшей нормальной школе в Париже. Многие из его французских сокурсников стали впоследствии влиятельными интеллектуалами. Впоследствии Малиа сохранял связи с Францией.
В 1951 году защитил докторскую диссертацию в Гарвардском университете. С 1954 по 1958 год — младший профессор в Гарвардском университете.
Преподавал в Калифорнийском университете в Беркли с 1958 по 1991 год.

## Сочинения
- Alexander Herzen and the Birth of Russian Socialism, 1812—1855 (1961)
- Comprendre la révolution russe. Éditions du Seuil, Paris, 1980, 244 p.
- Russia under Western Eyes (1990)
- From Under the Rubble, What? (Problems of Communism, January-April 1992, pp. 89-105)
- The Soviet Tragedy: A History of Socialism in Russia, 1917—1991 (1994)
- Russia under Western Eyes: From the Bronze Horseman to the Lenin Mausoleum (Cambridge, Massachusetts, and London: Belknap Press of Harvard University Press, 1999)
- History’s Locomotives. Revolution and the making of the Modern World (2006)

### Русские переводы
- К пониманию русской революции — Лондон: OPI, 1985. — 289 с.
- Советская трагедия. История социализма в России. 1917—1991. РОССПЭН, 2002. ISBN 5-8243-0296-0
- Александр Герцен: открытие русского социализма / Пер. с англ., вступ. ст., составление, коммент. А. В. Павлов // Космополис. 2005. — № 11
- Александр Герцен и рождение русского социализма. 1812—1855 = Alexander Herzen and the Birth of Russian Socialism: 1812—1855 / Пер. с англ.: А. В. Павлов, Д. А. Узланер; под общ. ред.: А. В. Павлов. — М. : Издательский дом «Территория будущего», 2010.
- Из-под глыб, но что? Очерк истории западной советологии Fedy-Diary.Ru